# Список умерших в 1157 году
В этой статье представлен список известных людей, умерших в 1157 году.
См. также: Категория:Умершие в 1157 году

## Февраль
- 5 февраля — Конрад I Великий — граф Брены и Камбурга (1116—1156), граф Айленбурга (1123—1156), граф Веттина и маркграф Мейсена (1124—1156), маркграф Нидерлаузица (1136—1156), граф Гройча и Рохлица (1143—1156). Умер после отречения в монастыре.
- 10 февраля — Вильгельм Малавальский — основатель католического ордена Отшельников св. Вильгельма или «гулельмитов», святой римско-католической церкви[1].
- 19 февраля — Ян III[нем.] — епископ Оломоуца (1150—1157)
- 24 февраля — Джон Биргиссон[нем.] — первый архиепископ Норвегии (1153—1157)

## Март
- 29 марта — Жерар II[нем.] — епископ Се (1144—1157)

## Май
- 8 мая — Ахмад Санджар — султан Сельджукской империи (1118—1153), последний представитель ветви Великих Сельджуков. Умер после побега из туркменского плена.
- 15 мая — Юрий Владимирович Долгорукий — первый князь ростово-суздальский (1096 / 1113—1149, 1151—1157), князь Переяславский (1132, 1135), Великий князь Киевский (1149—1151, 1155—1157).

## Июль
- 7 июля — Минамото-но Ёсиясу — японский самурай, родоначальник рода Асикага, боковой линии рода Минамото.

## Август
- 6 августа — Дирк VI — граф Голландии — (1121—1157)
- 9 августа — Кнуд V — король Дании (1146—1157)
- 16 августа — Рамиро II Монах — король Арагона (1134—1137). Умер после отречения в монастыре.
- 21 августа — Альфонсо VII Император — король Галисии (1111—1126), король Леона (1126—1157), король Кастилии (1127—1157), коронован как император всей Испании в 1135 году (последний носитель этого титула), первый испанский король из Бургундской династии, участник второго крестового похода

## Сентябрь
- 29 сентября — Мабель Фиц-Роберт[англ.] — первая графиня-консорт Глостер (1114—1147), жена Роберта Глостера

## Октябрь
- 23 октября — Свен III — король Дании (1146—1157), убит после проигранного сражения в междоусобной войне.

## Декабрь
- 3 декабря — Мафальда Савойская — первая королева-консорт Португалии (1146—1157), жена Афонсу I. По другим источникам, умерла в 1158 году.

## Дата неизвестна или требует уточнения
- Бахрам-шах — султан Газневидского государства (1117—1157)
- Фелеки Ширвани — персидский поэт
- Фульк Ангулемский[англ.] — католический патриарх Иерусалима (1146—1157)
- Эйстейн II Харальдссон — король Норвегии (1142—1157). Убит в междоусобной войне.
- Эльвира Кастильская — внебрачная дочь короля Кастилии Альфонсо VI Храброго от любовницы Химены Муньос.
- Юстас Фиц-Джон — англо-нормандский аристократ.